# Massacre de São João Bosco
O Massacre de São João Bosco ocorreu no Haiti em 11 de setembro de 1988. Pelo menos treze pessoas (é impossível estipular quantas; algumas fontes afirmam 50) foram mortas e cerca de 80 feridas em uma investida de três horas à igreja de São João Bosco em Porto Príncipe, que resultou na igreja sendo incendiada.
A igreja era a paróquia do futuro presidente Jean-Bertrand Aristide, então sacerdote católico romano da teologia da libertação da ordem dos Salesianos de Dom Bosco, e estava lotada, com 1000 pessoas para a missa dominical. Aristide (que havia sobrevivido a pelo menos seis tentativas de assassinato depois que uma missa em 1985 ajudou a desencadear a insurreição que resultou na deposição do ditador Jean-Claude Duvalier em 1986)  foi evacuado da igreja para uma residência dentro do complexo eclesiástico.
Segundo a Comissão Interamericana de Direitos Humanos, no dia seguinte, "cinco homens e uma mulher apareceram na emissora de televisão controlada pelo governo (Télé Nationale) e admitiram sua participação no ataque à igreja. Eles ameaçaram um 'monte de cadáveres' em qualquer futura missa celebrada por Aristide. Muitas pessoas ficaram indignadas que esses indivíduos pudessem aparecer na televisão, sem nenhum disfarce, confessar sua participação nesses eventos e ameaçar futuros atos criminosos sem medo de serem presos pelas autoridades."
O massacre contribuiu para o surgimento, uma semana depois, do golpe de Estado de setembro de 1988 contra o regime de Henri Namphy, que levou ao poder Prosper Avril. Em 1993, Antoine Izméry seria assassinado em uma missa comemorativa do massacre.

## Responsabilidade
O massacre foi realizado por homens armados não identificados, provavelmente ex-Tonton Macoute, e ocorreu sem resistência da polícia ou do exército, apesar da igreja estar em frente a um quartel. De acordo com uma testemunha, a polícia e o exército forneceram proteção aos agressores, cercando a igreja. Em novembro de 1988 homens armados liderados por um soldado uniformizado assassinaram Michelet Dubreus e Jean Félix - dois membros da organização popular Verité que assinaram uma carta pública identificando os participantes do massacre.
O prefeito de Porto Príncipe na época, Franck Romain, ex-líder do Tonton Macoute, foi acusado de envolvimento. Romain, ex-chefe de polícia durante o regime Duvalier, disse que Aristide foi "justamente punido". Uma testemunha declarou que viu o próprio Romain no massacre, ao lado de seus homens; várias testemunhas também viram funcionários da prefeitura entre os agressores.
Na véspera de Ano Novo, Romain, que se refugiou na embaixada da República Dominicana após o golpe de setembro, obteve passagem segura para fora do país, tendo recebido asilo político pela República Dominicana. A Human Rights Watch disse que a decisão do regime de Avril foi política, não legal, pois o regime tinha a opção legal de não conceder passagem segura e não fez nenhum esforço para contestar a decisão de asilo.
Em 1991, depois que Aristide foi eleito presidente nas eleições gerais de 1990-1991, seu ministro da Justiça acusou Romain de responsabilidade e pediu sua extradição da República Dominicana, onde vivia exilado, sem sucesso.